# هندریک دو ایونگ
هندریک دو ایونگ (انگلیسی: Hendrik de Iongh; ۴ اوت ۱۸۷۷ – ۹ اوت ۱۹۶۲) ورزشکار شمشیربازی اهل پادشاهی هلند بود.
وی در مسابقات کشوری و بین‌المللی در مجموع برندهٔ ۱ مدال برنز شده‌است.